# Biển tình ngang trái
Biển tình ngang trái (Tayong Dalawa;tiếng Anh: The Two Of Us) là bộ phim truyền hình nổi tiếng của Philippines được phát sóng trên kênh ABS-CBN và kênh TFC trên toàn thế giới vào năm 2009. Chuyện phim xoay quanh hai anh em (Jake Cuenca và Gerald Anderson) có cùng tên, cùng chung khát vọng và cùng yêu một người phụ nữ (Kim Chiu). Tựa phim được lấy từ một trong những bài hát kinh điển của ca sĩ Rey Valera..
Tại Việt Nam phim được phát sóng lần đầu trên kênh VTC7 - TodayTV vào ngày 01 tháng 6 năm 2013, phim rất được yêu thích, được chiếu lại nhiều lần tại các đài khác, đây là một trong những phim nổi bật nhất của Philippines tại thị trường Châu Á và Việt Nam 

## Tóm tắt nội dung
David "JR" Garcia Jr. được sinh ra trong gia đình nghèo. Cha anh ta là David Sr. đã bỏ rơi mẹ anh- bà Marlene trước khi anh được sinh ra bởi vì vợ ông ta- bà Ingrid Garcia đang mang bầu đứa con của ông ta - David "Dave" Garcia, Jr. Khi Audrey King đi đến thành phố Tagaytay để nghỉ mát, cô ta bị té xuống bậc cầu thang. JR đã cứu cô ta và giới thiệu tên mình là David Garcia Jr sau khi cô hỏi tên anh ta là gì. Khi cô được đến bệnh viện, gia đình hỏi ai là người cứu cô trước những người chứng kiến và gia đình cô, cô đã trả lời đó là David Garcia Jr. - mọi người nhầm tưởng Dave là người đã cứu thay vì JR.
Khi cô trưởng thành, cô yêu Dave. Dave gặp JR và họ trở thành bạn thân, nhưng gia đình của họ không cho phép mối quan hệ này.Gia đình của Dave cho rằng JR đang lợi dụng Dave vì tiền. Mẹ của hai anh em không cho phép họ đi chơi cùng nhau, mặc dù ông bố của họ cho phép được tiếp tục mối quan hệ. Bà của Dave - bà Elizabeth và mẹ của JR - bà Marlene nghi ngờ David Sr cho phép hai cậu con trai chơi chung với nhau.
Cha của Audrey - ông Stanley Sr. đã đưa cô đến Cebu để tiếp tục việc học. JR và Audrey có cơ hội chạm trán tại sân bay. Dave và JR gia nhập Học viện quân sự Philippines, họ tốt nghiệp ở top dẫn đầu lớp. Sự cạnh tranh giữa gia đình đôi bên càng ngày càng tồi tệ khi mọi người biết được Dave và JR là anh em cùng cha khác mẹ khi David Sr. xuất hiện trong buổi lễ tốt nghiệp. Elizabeth làm mọi cách để che giấu sự thật đến mức bà ta đã bày ra âm mưu tống Marlene vào tù. Mọi chuyện thậm chí ngày càng tồi tệ hơn khi David Sr. bị tên trùm buôn lậu súng Leo Cardenas bắn chết trong một cuộc tấn công vào kho vũ khí của ông do Ramon Lecumberri (anh trai của JR và Dave) gợi ý. Sau đó là hàng loạt những sự việc xảy ra như làː cái chết của bà Loreta - mẹ của Audrey, Ramon giết Leo để cứu Lola Gets và liên quan đến em trai của Audrey - Stan Jr. gia nhập vào nhóm của Ramon. Thêm nữa, kết quả kiểm tra DNA xác nhận Dave và JR là anh em sinh đôi.
Câu chuyện tiếp diễn khi Stanley giết bà Elizabeth trong lúc tranh cãi về tài chính nhưng đổ tội cho JR. Anh ta bị đi tù và trốn thoát với cựu kẻ thù Ka Doroy, là thành viên của tổ chức gián điệp đang hợp tác với quân đội theo dõi băng nhóm phạm tội. Anh ta khám phá ra ông chủ của băng nhóm "Hunyango" thực chất là Marlon Cardenas, cha dượng của Dave và là cha nuôi của Leo.
Sau khi JR bị thương trong một vụ tai nạn, Dave đồng ý hiến một quả thận cho người anh em song sinh với điều kiện trao đổi tổ chức đám cưới với Audrey, nhưng đám cưới này thực chất là giả mạo vì do âm mưu của bà ngoại của Dave - bà Elizabeth. Dave và Audrey lên kế hoạch cho đám cưới tại nhà thờ, nhưng Dave đã rút lui và từ bỏ. Audrey cuối cùng kết hôn với JR tại nhà thờ và sau đó cô ta sinh cho anh ta một cậu con trai tên Adrian. Tuy nhiên, sau đó cô ta chết vì bệnh đau tim một vài ngày sau khi sinh.
Cuối cùng, hai anh em họ phải đối mặt với cuộc đối đầu cuối cùng với Ramon, anh ta đã đồng ý đầu hàng sau lời thỉnh cầu của Marlene và phá tan băng nhóm của anh ta. Tuy nhiên, Ingrid do bị bệnh tâm thần đã bắn vào đầu Ramon (vì bà ta tin rằng Ramon giết chồng bà ta David) trong khi hắn bị bắt giam. Anh ta đã sống sót nhưng bác sĩ thông báo viên đạn đã khiến anh ta bị mù. Sau đó, Dave đã giao Ingrid cho một bệnh viện tâm thần. Ramon bị kết án tù chung thân và cải tà quy chánh cùng với Marlene, JR, và Dave ở bên ngoài. Cả ba mẹ con vẫn thường xuyên thăm viếng Ramon và Ingrid. Bây giờ họ sống cùng nhau cùng với Robert, Adrian, Ula, Angela và Lily. Chuyện phim kết thúc vẫn chưa rõ hồi kết: một người phụ nữ cùng con trai bà ta xuất hiện tại nhà của gia đình Garcia vào buổi tối nọ. Họ giới thiệu mình là Emma Garcia (vợ thứ ba của David Garcia Sr.) và David Anthony Garcia III.

## Diễn viên và vai diễn

### Diễn viên chính
- Jake Cuenca vai Lt. David "Dave" M. Garcia, Jr.
- Gerald Anderson vai Lt. David "JR" D. Garcia, Jr.
- Kim Chiu vai Audrey King-Garcia

## Diễn viên phụ
- Helen Gamboa vai Elizabeth "Mamita" Martinez
- Gina Pareño vai Rita "Lola Gets" Dionisio
- Coco Martin vai Ramon D. Lecumberri
- Cherry Pie Picache vai Marlene Dionisio-Garcia
- Agot Isidro vai Ingrid Martinez-Garcia / Ingrid Martinez-Cardenas
- Jodi Sta. Maria vai Angela Dominguez
- Alessandra de Rossi vai Greta Romano
- Anita Linda vai Lilian "Lola Lily" King
- Jiro Manio vai Stanley "Stan" King III
- Spanky Manikan vai Stanley King, Sr.
- Miguel Faustmann vai Col. David Garcia, Sr.
- Mylene Dizon vai Loretta Dominguez-King
- Baron Geisler vai Leo Cardenas

### Vai khách mời

#### Mở rộng
- Johnny Revilla vai Marlon Cardenas / Hunyango
- Ping Medina vai Nicolas "Nico" Valencia
- Regine Angeles vai Olivia Mondigo
- Beauty Gonzalez vai Dolores Ocampo
- Alex Anselmuccio vai Lt. James Espiritu
- Neil Ryan Sese vai Atty. Sandoval
- Kian Kazemi vai Lt. Paul Isidro
- John Medina vai 2nd Lt. Franco Walton
- Simon Ibarra vai Manuel
- Gerard Pizzaras vai Major Gonzales
- Cacai Bautista vai Ula
- Mike Lloren vai General Bernardo Rosario
- Ram Sagad vai 1st Lt. Florentino (JR's immediate superior)
- Efren Reyes, Jr. vai Ka Duroy

#### Sự xuất hiện đặc biệt
- Celine Lim vai Audrey King lúc nhỏ
- Francis Magundayao vai David "JR" Garcia, Jr lúc nhỏ
- Carlo Lacana vai David "Dave" Garcia, Jr lúc nhỏ
- Paul Salas vai Ramon Lecumberri lúc nhỏ
- Sharlene San Pedro vai Ingrid Martinez lúc nhỏ
- Cheska Billiones vai Marlene Dionisio lúc nhỏ
- Desiree del Valle vai Rita Dionisio lúc trẻ
- Dimples Romana vai Elizabeth Martinez lúc trẻ
- Rodjun Cruz vai Stanley "Junior" King, Jr.
- Irma Adlawan vai Berta Romano (mẹ của Greta)
- Gilberto Teodoro vai Gilberto Teodoro
- Michael Conan vai Pedring
- John James Uy vai Edward de Castro
- Shamaine Centenera-Buencamino vai luật sư của gia đình Dionisio
- Jennifer Illustre vai Ditas
- Paw Diaz vai Michaela
- Robert Arevalo vai Greg Martinez
- John Manalo vai Benong / Jomar
- Tanya Gomez vai Janice
- Marc Acueza vai Charles
- Gian Sotto vai Paul
- Dionne Monsanto vai phóng viên truyền hình
- Charles Christianson vai Peter
- Bing Davao vai Alias Black Hawk
- Dido de la Paz vai Jail Supt. Fernandez
- Mike Magat vai Jail Officer II Vivar
- Michael Roy Jornales vai Bong
- Mon Confiado vai Brando
- Richard Poon vai Richard Poon
- Menggie Cobarrubias vai bác sĩ của Lola Gets
- Leo Rialp vai bác sĩ của Audrey
- Archie Adamos vai Brigadier General Villanueva
- Rosanna Roces vai Emma Garcia
- Enchong Dee vai David "Anthony" Garcia III
- Krista Valle vai cô gái quán bar
- Auriette Divina vai bạn cùng lớp của Audrey
- Melmar Magnovai vai Ricky

## Được đón nhận

### Sự tuyên dương từ lực lượng quân đội
Đội ngũ sản xuất của phim  Biển tình ngang trái  và bao gồm cả ba diễn viên chính được lực lượng quân đội Philippines biểu dương vì đã tuyên truyền một hình ảnh tích cực về quân đội Philippines. Phim cũng được công nhận vì đã làm nâng cao danh tiếng cho Học viện quân sự Philippines, số lượng học viên gia nhập đã tăng lên đến 30% vì sau mỗi cuối tập của bộ phim đều cung cấp những nghiên cứu về việc nộp đơn dự thi vào Học viện . Nhiều tập phim được quay tại khuôn viên của PMA tại thành phố Baguio, nơi Anderson và Cuenca phải trải qua những đợt huấn luyện cùng với các học viên thật sự. Anderson chua xót cho hay vấn đề đầu tiên là cả anh và Cuenca đều thiếu kinh nghiệm trong huấn luyện quân sự để điều chỉnh phù hợp với chương trình huấn luyện của Học viện.

## Nhạc phim
Bài hát chủ đề phim "Tayong Dalawa" do ca sĩ Gary Valenciano trình bày, một vài cảnh sử dụng bài hát "Bukas Na Lang Kita Mamahalin" ("I Will Love You Tomorrow") do Lani Misalucha trình bày. Bài hát "Tayong Dalawa" nguyên gốc là do Rey Valera sáng tác và trình bày và sau đó được Sharon Cuneta cover lại trình bày bài hát cho bộ phim cùng tên.

## Phát hành DVD
Phim Biển tình ngang trái (Tayong Dalawa) được phát hành dưới dạng DVD vào ngày 27 tháng 08 năm 2009. Tất cả các tập đều được phát hành. Có tổng cộng 20 đĩa cho trọn bộ DVD.

## Tayong Dalawa: Chuyện chưa kể (tập đặc biệt)
Ngày 20 tháng 09 năm 2009, ABS-CBN phát sóng tập đặc biệt Tayong Dalawa: The Untold Beginning. Phim được làm theo phiên bản điện ảnh truyền hình, xoá các cảnh từ vài tập đầu, sẽ phát hiện ra nguồn gốc từ cuộc cạnh tranh giữa hai cặp mẹ con 'Lola Gets'-Marlene và Elizabeth-Ingrid. Tập phim này cũng giải thích rõ giữa chuyện tình giữa Ingrid và Marlene với David Garcia Sr.

## Giải thưởng
| Năm  | Tên giải thưởng                            | Hạng mục                                                                            | Kết quả   |
| 2009 | Catholic Mass Media Awards                 | Best Drama Series                                                                   | Đoạt giải |
| 2009 | ASAP Pop Viewer's Choice Awards            | Pop Kapamilya TV Show                                                               | Đoạt giải |
| 2009 | ASAP Pop Viewer's Choice Awards            | Pop Theme Song (Tayong Dalawa by Gary Valenciano)                                   | Đoạt giải |
| 2009 | ASAP Pop Viewer's Choice Awards            | Pop Song of the Year (Tayong Dalawa by Gary Valenciano)                             | Đề cử     |
| 2009 | ASAP Pop Viewer's Choice Awards            | Pop TV Character of the Year (Coco Martin as Ramon)                                 | Đề cử     |
| 2009 | ASAP Pop Viewer's Choice Awards            | Pop TV Character of the Year (Gina Pareno as Lola Gets)                             | Đề cử     |
| 2009 | Star Awards for Television                 | Best Primetime Drama Series                                                         | Đề cử     |
| 2009 | Star Awards for Television                 | Best Actor in a Drama Series (Coco Martin)                                          | Đoạt giải |
| 2009 | Star Awards for Television                 | Best Actress in a Drama Series (Agot Isidro)                                        | Đề cử     |
| 2009 | Star Awards for Television                 | Best Actress in a Drama Series (Gina Pareno)                                        | Đoạt giải |
| 2010 | 8th Gawad Tanglaw Awards                   | Best Television Drama Series                                                        | Đoạt giải |
| 2010 | 8th Gawad Tanglaw Awards                   | Best Ensemble Performance in a Television Drama                                     | Đoạt giải |
| 2010 | 8th Gawad Tanglaw Awards                   | Presidential Jury Award for Excellence in Acting (Coco Martin)                      | Đoạt giải |
| 2010 | 6th USTv Awards                            | Best Actress in a Daily Soap Opera (Kim Chiu)                                       | Đoạt giải |
| 2010 | 6th USTv Awards                            | Best Actor in a Daily Soap Opera (Gerald Anderson)                                  | Đề cử     |
| 2010 | 6th USTv Awards                            | Best Daily Soap Opera                                                               | Đề cử     |
| 2010 | NSUU TV Awards                             | Best Performance by an Actor in a Series, Mini-series or TV Movie (Gerald Anderson) | Đoạt giải |
| 2010 | NSUU TV Awards                             | Best Performance by an Actress in a Series, Mini-series or TV Movie (Kim Chiu)      | Đoạt giải |
| 2010 | Gandingan Awards                           | Best Drama Series                                                                   | Đoạt giải |
| 2010 | 41st GMMSF Box-Office Entertainment Awards | Princess of Philippine Movies & TV (Kim Chiu)                                       | Đoạt giải |
| 2010 | 41st GMMSF Box-Office Entertainment Awards | Prince of Philippine Movies & TV (Gerald Anderson)                                  | Đoạt giải |

## Phát hành trên thị trường quốc tế
| Quốc gia  | Đài phát sóng       | Ngày phát sóng đầu tiên   | Tên phim             |
| --------- | ------------------- | ------------------------- | -------------------- |
| Malaysia  | Astro Prima         | ngày 06 tháng 04 năm 2010 | The Two Of Us        |
| Singapore | MediaCorp Channel 5 | ngày 31 tháng 08 năm 2010 | The Two Of Us        |
| Uganda    | NTV                 |                           | The Two Of Us        |
| Campuchia | TV5 Cambodia        |                           | យើងទាំងពីរនាក់             |
| Việt Nam  | TodayTV             | ngày 01 tháng 06 năm 2013 | Biển tình ngang trái |